# Рітеряй (футбольний клуб)
«Рітеряй» (лит. Riterių FK) — литовська футбольна команда з міста Вільнюс. Заснована у 2005 році у місті Тракай («Футбольний клуб Тракай»). Із 2014 року виступає у Вищій лізі Литви. У 2019 перейменований на «Рітеряй» і офіційно переїхав до Вільнюса.

## Історія
Громадська організація «Футбольний клуб Тракай» була заснована у 2005 році для створення кращих умов для дітей, молоді та широкої громадськості з метою пропагувати проводити своє дозвілля займаючись спортом та для розвитку і популяризації футболу в Литві.
Один з етапів проекту — відкриття в 2006 році в футбольного газону зі штучним покриттям. Другий етап — відкриття футбольної школи Тракайського регіону та розвиток її діяльності.
У 2006 році футбольна команда почала грати в III лізі Вільнюса, в 2008 році в Недільній футбольній лізі. У 2010 році команда потрапляє в II лігу, в 2011 році в лігу I, а в 2014 — в А-лігу.
Після вдалих виступів у вищій лізі команда отримала можливість позмагатися у єврокубках.
У травні 2022 року коамнду очолив іспанський тренер Пабло Вільяр.

## Сезони (2010—…)
| Сезон | Рівень | Ліга       | Місце | Примітки |
| ----- | ------ | ---------- | ----- | -------- |
| 2010  | 3.     | Друга ліга | 4.    | [ 3 ]    |
| 2011  | 2.     | Перша ліга | 4.    | [ 4 ]    |
| 2012  | 2.     | Перша ліга | 4.    | [ 5 ]    |
| 2013  | 2.     | Перша ліга | 3.    | [ 6 ]    |
| 2014  | 1.     | А-ліга     | 4.    | [ 7 ]    |
| 2015  | 1.     | А-ліга     | 2.    | [ 8 ]    |
| 2016  | 1.     | А-ліга     | 2.    | [ 9 ]    |
| 2017  | 1.     | А-ліга     | 3.    | [ 10 ]   |
| 2018  | 1.     | А-ліга     | 3.    | [ 11 ]   |
| 2019  | 1.     | А-ліга     | 3.    | [ 12 ]   |
| 2020  | 1.     | А-ліга     | 6.    | [ 13 ]   |
| 2021  | 1.     | А-ліга     | 6.    | [ 14 ]   |
| 2022  | 1.     | А-ліга     | 5.    | [ 15 ]   |
| 2023  | 1.     | А-ліга     | 10.   | [ 16 ]   |

## Команда в єврокубках
| Сезон   | Змагання         | Раунд   | Команда       | Перша гра | Друга гра | Рахунок        |
| ------- | ---------------- | ------- | ------------- | --------- | --------- | -------------- |
| 2015–16 | Ліга Європи УЄФА | 1 раунд | ГБ Торсгавн   | 3–0       | 4–1       | 7–1            |
| 2015–16 | Ліга Європи УЄФА | 2 раунд | ФК Аполлон    | 0–4       | 0–0       | 0–4            |
| 2016–17 | Ліга Європи УЄФА | 1 раунд | Нимме Калью   | 2–1       | 1–4       | 3–5            |
| 2017–18 | Ліга Європи УЄФА | 1 раунд | Сент-Джонстон | 1–0       | 2–1       | 3–1            |
| 2017–18 | Ліга Європи УЄФА | 2 раунд | Норрчепінг    | 2–1       | 1–2       | 3–3 (5–3 пен.) |
| 2017–18 | Ліга Європи УЄФА | 3 раунд | Шкендія       | 2–1       | 0–3       | 2–4            |
| 2019–20 | Ліга Європи УЄФА | 1 раунд | Клаксвік      | 1–1       | 0–0       | 1–1 (ч)        |

## Відомі гравці
- Дініяр Білялетдінов (2017—2018)
- Вальдемар Боровський (2017–2023)
- Донатас Казлаускас (2018—2020)
- Вітаутас Лукша (2018)
- Томас Шведкаускас (2018—2019)